# STARD3
STARD3 (англ. StAR related lipid transfer domain containing 3) – білок, який кодується однойменним геном, розташованим у людей на довгому плечі 17-ї хромосоми. Довжина поліпептидного ланцюга білка становить 445 амінокислот, а молекулярна маса — 50 502.
| 10         |  | 20         |  | 30         |  | 40         |  | 50         |
| ---------- |  | ---------- |  | ---------- |  | ---------- |  | ---------- |
| MSKLPRELTR |  | DLERSLPAVA |  | SLGSSLSHSQ |  | SLSSHLLPPP |  | EKRRAISDVR |
| RTFCLFVTFD |  | LLFISLLWII |  | ELNTNTGIRK |  | NLEQEIIQYN |  | FKTSFFDIFV |
| LAFFRFSGLL |  | LGYAVLRLRH |  | WWVIAVTTLV |  | SSAFLIVKVI |  | LSELLSKGAF |
| GYLLPIVSFV |  | LAWLETWFLD |  | FKVLPQEAEE |  | ERWYLAAQVA |  | VARGPLLFSG |
| ALSEGQFYSP |  | PESFAGSDNE |  | SDEEVAGKKS |  | FSAQEREYIR |  | QGKEATAVVD |
| QILAQEENWK |  | FEKNNEYGDT |  | VYTIEVPFHG |  | KTFILKTFLP |  | CPAELVYQEV |
| ILQPERMVLW |  | NKTVTACQIL |  | QRVEDNTLIS |  | YDVSAGAAGG |  | VVSPRDFVNV |
| RRIERRRDRY |  | LSSGIATSHS |  | AKPPTHKYVR |  | GENGPGGFIV |  | LKSASNPRVC |
| TFVWILNTDL |  | KGRLPRYLIH |  | QSLAATMFEF |  | AFHLRQRISE |  | LGARA      |

A: Аланін

C: Цистеїн

D: Аспарагінова кислота

E: Глутамінова кислота

F: Фенілаланін

G: Гліцин

H: Гістидин

I: Ізолейцин

K: Лізин

L: Лейцин

M: Метіонін

N: Аспарагін

P: Пролін

Q: Глутамін

R: Аргінін

S: Серин

T: Треонін

V: Валін

W: Триптофан

Кодований геном білок за функцією належить до фосфопротеїнів. 
Задіяний у таких біологічних процесах, як транспорт, транспорт ліпідів, альтернативний сплайсинг. 
Білок має сайт для зв'язування з ліпідами. 
Локалізований у мембрані, ендосомах.